# توما

«ناباوری توماس قدیس» اثر کاراواجو

تومای حواری، که گاهی تومای شکاک و یا دوقلو یا توماس قدیس نیز شناخته می‌شد. یکی از حواریون مسیح است که بیشتر به علت شکاکی در مورد زنده‌شدن مسیح معروف است و تا خود دست در زخم‌های مسیح نبرد، باور نکرد که مسیح زنده شده‌است.